# Kommunbrauhaus

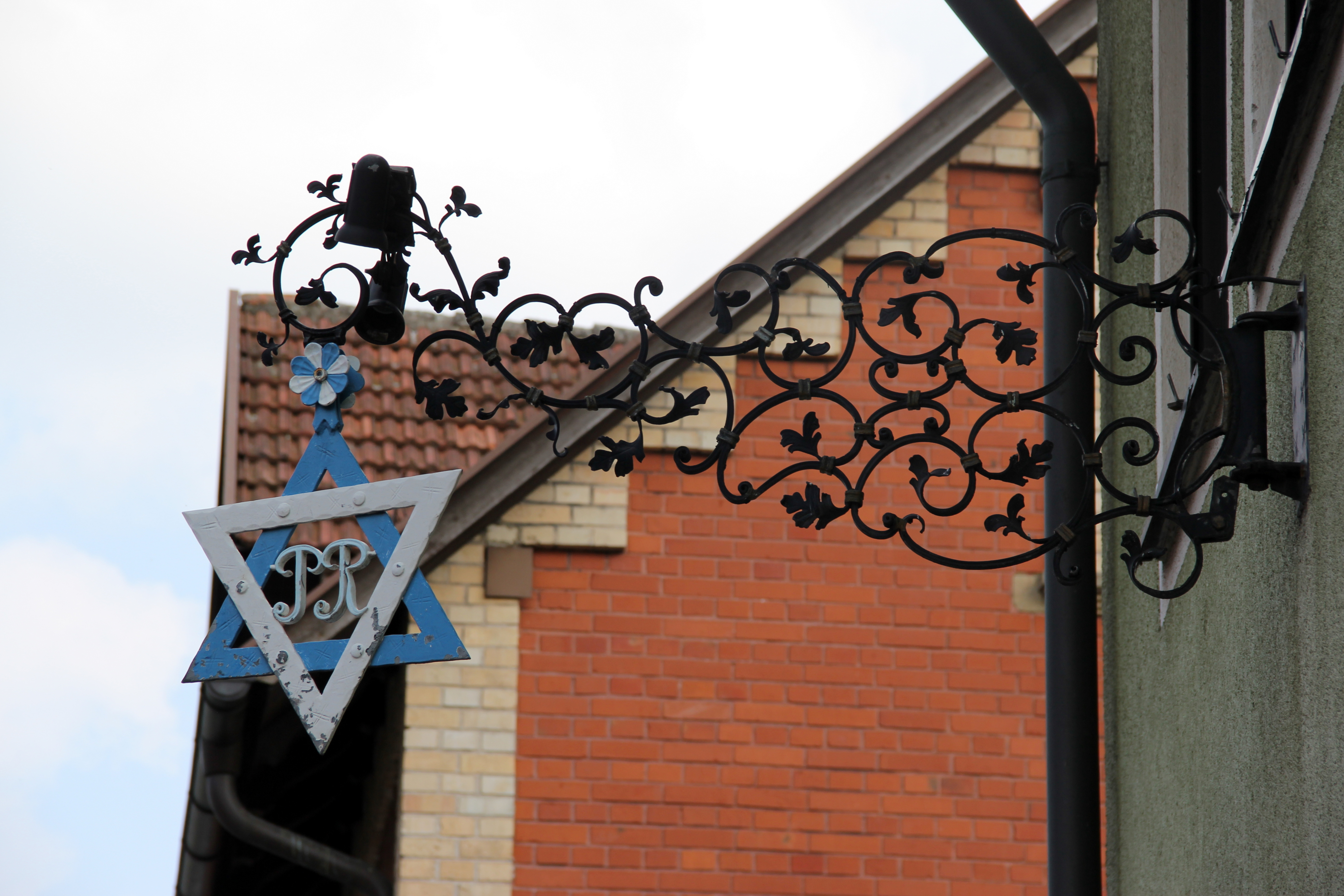
Zoigl w Neuhaus an der Pegnitz, 2012

Kommunbrauhaus – wiejskie browary w Bawarii.
Kommunbrauhaus funkcjonują na terenie Górnego Palatynatu od czasów późnego średniowiecza. Są to niewielkie zakłady piwowarskie stanowiące wspólną własność mieszkańców wsi, w której się znajdują. W browarach nazywanych Kommunbrauhaus produkowane są piwa jasne o nazwie Zoigl.